# His New Profession
His New Profession (Nueva colocación de Charlot o Charlot, faquín) es un cortometraje estadounidense con dirección y actuación de Charles Chaplin. Fue estrenado el 31 de agosto de 1914. 

## Sinopsis
Un joven le ofrece a Charlot, que está arruinado, un dólar por sacar a pasear a su tío inválido en su silla de ruedas mientras él visita a una amiga. Charlot pone la silla cerca de la de un pordiosero a quien sustrae el cartel de "inválido" y la taza poniéndolos cerca del tío lo que hace que empiece a producirle dinero con el cual Charlot compra bebida. Al volver, comienza a coquetear con una joven y después de empujar al tío en su silla y pelear con el mendigo y dos policías (uno de los cuales detiene al tío) se marcha con la joven.

## Reparto
- Charles Chaplin: Charlot.
- Jess Dandy:[3] el tío inválido.
- Charley Chase: el sobrino.
- Cecile Arnold: joven con huevos.
- Harry McCoy:[4] un policía.
- Roscoe Arbuckle: un camarero.
- Minta Durfee (sin acreditar): una mujer.
- Charles Murray (sin acreditar): un cliente.

## Crítica
Nueva aparición de un Charlot despiadado y violento. Algunos buenos gags como la caída de Charlot al pavimento o el escape de la silla de ruedas por el muelle pierden efecto al ser reiterados en la película.